# Pongo pygmaeus
El orangután de Borneo (Pongo pygmaeus) es una especie de primate catarrino de la familia de los homínidos nativa de la isla de Borneo en Indonesia. Es la especie de orangután más numerosa, con unos cuarenta y cinco mil individuos en estado salvaje, números que contrastan con los siete mil quinientos orangutanes de Sumatra que aún viven en su hábitat natural.[cita requerida]
Sus grandes amenazas son los incendios, la tala de los bosques donde habita, la caza y el tráfico ilegal de sus crías en el mercado negro.

## Taxonomía
Existe evidencia de que hubo un flujo de genes entre poblaciones del orangután de Borneo separadas geográficamente desde hace relativamente poco tiempo. La especie de orangután de Borneo y la de Sumatra divergieron hace 1,5-1,7 millones de años. Esto ocurrió poco antes de que las dos islas, Borneo y Sumatra, se separaran. Las dos especies de orangután están más distantemente relacionadas que el chimpancé común y el bonobo. A pesar de las diferencias, las dos especies de orangután se consideraron subespecies hasta el año 1996, luego del secuenciamiento del mtDNA.

## Conservación
El orangután de Borneo es más común que el de Sumatra, con cerca de cincuenta y cuatro mil quinientos individuos en estado salvaje, en contraste a los seis mil seiscientos orangutanes de Sumatra. Los orangutanes están cada vez más amenazados debido principalmente a la destrucción de su hábitat y al comercio de carne de animales salvajes; además orangutanes jóvenes son capturados para ser vendidos como mascotas, habitualmente matando a sus madres para poder acceder a ellos.

Reducción del área de distribución del orangután de Borneo

Los orangutanes están en peligro crítico de extinción de acuerdo con la Lista Roja de la UICN de mamíferos, y está listada en el Apéndice I de CITES. El número total de orangutanes de Borneo se estima ser menor del 14 % de lo que fue en un pasado reciente (desde hace diez mil años hasta la mitad del siglo XX) y este fuerte descenso se ha producido sobre todo durante las últimas décadas, debido a las actividades humanas y el desarrollo.
La distribución de la especie es ahora muy irregular a lo largo de la isla: está aparentemente ausente o es poco común en el sureste de la Borneo, así como en los bosques entre el río Rejang de Sarawak y el río en Padas occidental Sabah (incluyendo el Sultanato de Brunéi). Hay una población de alrededor de seis novecientos en el Parque nacional de Sebangau, pero este hábitat está en peligro. Según un antropólogo de la Universidad de Harvard, se espera que en diez a veinte años los orangutanes se extingan en estado salvaje si no hay un esfuerzo serio para superar las amenazas a que se enfrentan.
Esta opinión es apoyada también por el Programa de las Naciones Unidas para el Medio Ambiente, que establece en su informe que debido a la tala ilegal, el fuego y el amplio desarrollo del aceite de palma en las plantaciones, los orangutanes están en peligro de extinción, y si continúa la tendencia actual, se extinguirán.

### Centros de rescate y rehabilitación
Un buen número de proyectos para la conservación y rescate de los orangutanes operan en Borneo.
La fundación Borneo Orangutan Survival (BOS), fundada por el Dr. Willie Smits cuenta con centros de rescate y rehabilitación en Wanariset y Samboja Lestari de Kalimantan del Este y Nyaru Menteng, en Kalimantan Central fundada y dirigida por Lone Dröscher Nielsen. BOS también trabaja para conservar y recrear el hábitat de selva desaparecida de los orangutanes, en Samboja Lestari y Mawas.
La Orangutan Foundation International, fundada por la Dra. Biruté Galdikas, rescata y rehabilita a los orangutanes, y los prepara para el lanzamiento de nuevo en las áreas protegidas de la selva tropical de Indonesia. Además, OFI promueve la preservación de la selva para los orangutanes.
El Centro de rehabilitación de Orangutanes Sepilok cerca de Sandakan en el estado de Sabah de Malasia en Borneo abrió sus puertas en 1964 como el primer proyecto oficial de rehabilitación del orangután.